# Phalacrocorax urile
El cormorán carirrojo o cormorán de cara roja (Phalacrocorax urile), es una especie de ave suliforme de la familia Phalacrocoracidae nativa de América del Norte y el noreste de Asia.

## Distribución y hábitat
Se distribuye en el extremo norte del océano Pacífico y el mar de Bering, desde el extremo oriental de Hokkaido en Japón, a través de las islas Kuriles, el extremo sur de la península de Kamchatka, las islas Aleutianas de Alaska y la península y el golfo de Alaska. 
Está estrechamente relacionado con el cormorán pelágico  (Phalacrocorax pelagicus), que tiene un rango similar y ambos son colocados por algunos autores en el género Leucocarbo. Anida junto al cormorán pelágico, por lo general tiene el mayor éxito de las dos especies y en la actualidad está aumentando en número en las partes orientales de su gama. Sin embargo está declarado de interés para la conservación, en parte porque es relativamente poco lo que se conoce de la especie.
Los adultos tienen pocos depredadores, aunque las nutrias de río pueden intentar comérselos, al igual que varias especies de córvidos, águilas calvas y águilas reales. Las gaviotas y córvidos son depredadores comunes de los huevos y polluelos.